# 府中シティオーケストラ

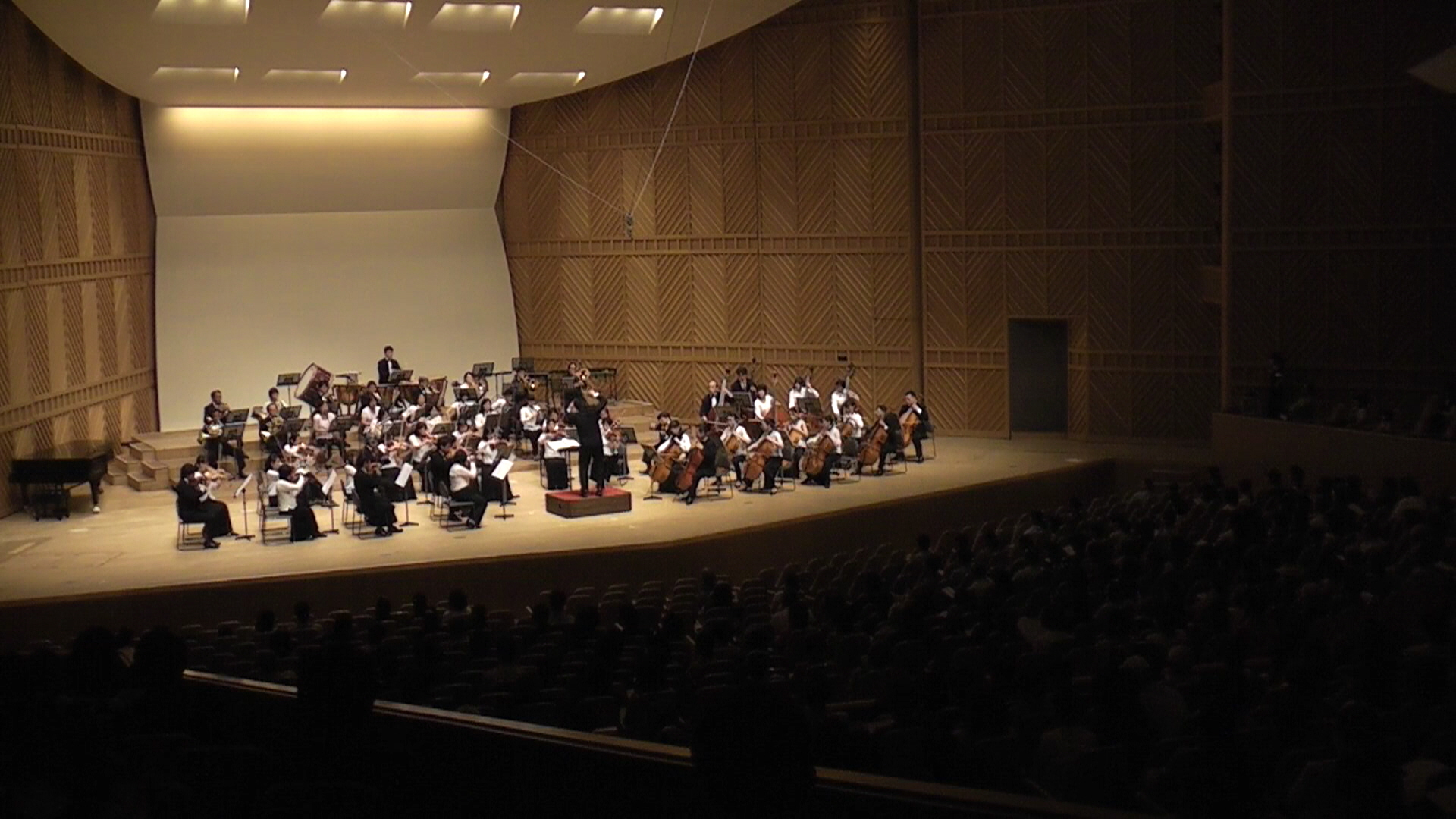
オーケストラフェスティバルでの演奏

府中シティオーケストラ（ふちゅうシティオーケストラ；Fuchu City Orchestra、略称FCO）
は、広島県府中市に本拠を置くアマチュア・オーケストラ。戦後間もない1950年頃に発足した音楽団体に起源をもつ。

## 歴史
1950年頃、太平洋戦争後の復興の時代、我が街に明かりを灯そうと若き有志が集い設立した「府中音楽同好会」が起源。「府中音楽同好会」は、招聘音楽会、レコードコンサート、夏の「納涼音楽会」等を企画した。1970年～80年頃、金管アンサンブルと弦楽器アンサンブルに、木管楽器が加わり管弦楽団「音同（おんどー）オーケストラ」として活動するようになる。1985年、Fuchu Music Club（府中音楽同好会）の名前を冠したFMCオーケストラが結成され、1986年3月に単独で第1回の定期演奏会を開催する。FMCオーケストラは14年間活動を行った後に、1999年に府中シティオーケストラに改称、ふくやま芸術文化ホールや岡山シンフォニーホールでも遠征演奏会を開催した。2001年に府中市の夏祭りである「ドレミファフェスティバル」のオープニングステージを飾ったことを機に、2002年から市の協賛事業としてドレミファコンサートを開催した。かつての府中音楽同好会自体が広島県立府中高等学校の生徒やOBによって組織されたものであり、団員には広島県立府中高等学校の音楽部（オーケストラ部）の卒業生が多く、現在でも相互に協力関係にある。

## 活動拠点
- 広島県府中市の府中市文化センターを練習場所として活動。
- 上記を拠点として、月に2回程度（日曜日午後）練習を行なっている。練習は公開され誰でも見学できる。
- 2月の春まちコンサート（定期演奏会）も同会場で開催されている。

## 主な活動内容
- 1986年3月に、第1回の演奏会を開催。メインはムソルグスキー作曲展覧会の絵。設立当時は学生の団員も数多く在籍し、春休みの定期公演がしばらく定着していたが、近年は年度末の繁忙期を避けるかたちで、定期演奏会を毎年2月に開催している。定期演奏会は、2007年より拠点である府中市文化センターとの共催で「春まちコンサート」と題している[5]。
- 1996年、創立10周年を迎えマーラーの交響曲第1番「巨人」やリヒャルト・シュトラウスのホルン協奏曲第1番（独奏：千葉正規）[6]が、記念定期演奏として福山と府中のホールで連日演奏された。
- 2002年より、府中市の「府中ドレミファフェスティバル」にあわせて、「ドレミファコンサート」を毎年7月に開催した[7]。「ドレミファコンサート」は、「親子で楽しむ音楽会」をテーマに演奏され、親しみやすいクラシック曲を演奏している[8]。「ドレミファフェスティバル」は2012年で終了し、2013年から趣向を変えて「備後国府まつり」に変更されたため[9]「ドレミファコンサート」は2015年で終了となった。
- 2004年12月、府中市市制施行50周年記念行事「市民が奏でる2004府中第九コンサート」として、堀俊輔指揮のもとベートーヴェンの交響曲第9番を演奏[10]。人口4万人規模の都市で市民による演奏と合唱で交響曲第9番が演奏されるのは珍しいとされ、オーケストラと合唱あわせて253名の公演に対して、観客1200人から惜しみない拍手が贈られた[11]。堀俊輔は、「アマチュアにはプロには無い感動の演奏がある。本番でどれだけ自分を爆発させられるかだが、今日の練習を見たら大丈夫と思った」とコメントした[12][13]。広島女子短期大音楽科の益田遙教授は、人口五万人足らずの街で市民のオーケストラ、合唱団が第九を公演するのは全国でも異例で、演奏レベルも驚くほどの高さと評した[14]。その様子は、『びんご経済リポート』に表紙カラー写真で掲載されると共に、「府中第9合唱団は発足して11年目・4回目の公演であるが、過去3回はプロオーケストラとの公演であり、今回初めて地元のアマオケの演奏による手作りコンサートとして大成功を収めた。」とされた[15]。
- 2005年より、月一ライブと称して、金管アンサンブルや弦楽四重奏、木管アンサンブル、チェロアンサンブルによる演奏を毎月第3日曜日に無料で披露している[16]。
- 2007年2月に創立20周年を迎え、NHK交響楽団フルート奏者甲斐雅之を招いて記念演奏会としてベルリオーズの幻想交響曲などが演奏された[17][18]。
- 2008年から2011年まで、福山市ふくやま芸術文化ホールで開催された「オーケストラフェスティバル」にも参加。最大人数の参加団体であった[19]。
- 2016年2月、オーケストラとして発足30周年を迎え、記念演奏会が行われた[20]。
- 2016年11月、備後地方の合唱愛好家たちでつくるオペラ団体「ムジカ・アヴァンティ」と合同で、ドニゼッティのオペラ「愛の妙薬」を演奏。演奏には声楽家らを加えて総勢100名で舞台に臨んだ[21]。
- 府中市市立図書館や近隣の公民館[22]、寺院等の公共施設でミニコンサートの開催、市関連行事[23]や県民文化祭への参加、バレエや子供音楽祭の伴奏なども務めている。

## 演奏内容
定期演奏会ではバロックなどの選曲は少なく、幻想交響曲や展覧会の絵などといった大規模・大編成の曲が演奏されることが多い。また日本では演奏機会の少ない曲も選曲されることも多い。例としては、フランツ・アドルフ・ベルワルドの『ファゴットとオーケストラのためのコンツェルトシュツトゥック』や、イベールの『フルート協奏曲』、ポンキエルリの『時の踊り』、クーセヴィツキーの『コントラバス協奏曲』、芥川也寸志の『交響管弦楽のための音楽』、早川正昭の『バロック風日本の四季』、カリンニコフの交響曲第１番やカミーユ・サン＝サーンスのピアノ協奏曲第5番「エジプト風」、ウェーバー作曲ファゴット協奏曲「アンダンテとハンガリー風ロンド」などがプログラムに取り上げられている。一方、7月に開催されていたドレミファコンサートでは小作品や、子供向けに趣向を凝らした演奏が披露され、地元合唱団（混声合唱団 TWO WING）や小学生とのコラボレーション企画も行われていた。演奏には広島県立府中高等学校の音楽部卒業のプロ奏者が招かれ、ソリストとして演奏することも多い。府中市の市行事での活躍が多いが、隣市である福山市の行事にも出演することがある。2016年8月には福山市しんいち歴史民俗博物館で企画展「蝙蝠（こうもり）と福山」の関連行事として、こうもりやバラにちなんだ曲を演奏している。

## その他の活動
- 2006年2月、『読売新聞』「ひろしま県民情報」の一面に、紙面の1/2を割いて同団の紹介がカラー写真と共に掲載された[30]。
- 2007年9月、「府中市　市民健康＆福祉まつり2007」として、ドボルザーク：チェコ組曲より、「ポルカ」,「フィナーレ」が、ソプラノ歌手の土井範江を迎えて、ドニゼッティ：歌劇「ドン・パスクァーレ」より「騎士はあの眼差しを」やプッチーニ：歌劇「ジャンニ・スキッキ」より「わたしのお父さん」などが演奏された。
- 2007年11月、「恋しき」[31]のオープニングイベントとして、弦楽とフルートのアンサンブルコンサートを本館2階大広間で開催した[32][33]。
- 2008年4月、府中学園のオープニング記念イベントとしてソプラノ歌手の土井範江と共に、コンサートを同学園で開催した[34]。
- 2011年2月、府中教育委員会主催の歴史フォーラム『装いから見た古代日本人』にて、高松塚古墳の壁画を参考に復元された古代衣装[35][36]を纏って、「備後国府ミニコンサート」を行った[37]。
- 2015年7月、我龍に協賛して10周年記念コンサートにゲスト出演して共演している[38]。
- 情報動画配信番組「さなだっちのふちゅう de Bingo」で活動内容が動画配信で紹介されている[39]。